# Kastal (Berg)
Der Kastal ist ein 2776 m ü. A. hoher Berg in der Lasörlinggruppe in Osttirol. Er liegt 1 Stunde Wanderzeit westlich des Gritzer Sees. Nachbarberge sind die Hofspitze (2819 m ü. A.) im Norden und das Gasser Horn (2612 m ü. A.) im Süden. Die Hohe Rast (2548 m ü. A.) verbindet das Gasser Horn mit dem Kastal. Der Kastal bietet eine gute Aussicht etwa auf Glocknergruppe, Venedigergruppe, Panargenkamm und Rieserfernergruppe.
Der Aufstieg von der Speikbodenhütte oberhalb von St. Veit nimmt etwa 3 Stunden Gehzeit in Anspruch. Andere mögliche Ausgangspunkte sind die Weiler Tögisch (St. Jakob in Defereggen) und Gasse (St. Veit) sowie die Lasörlinghütte im Virgental. Von der Hohen Rast aus führt ein markierter Weg im Schwierigkeitsgrad I (UIAA) zum Gipfel. Der Übergang von der Hofspitze ist mit dem Schwierigkeitsgrad II schwieriger.

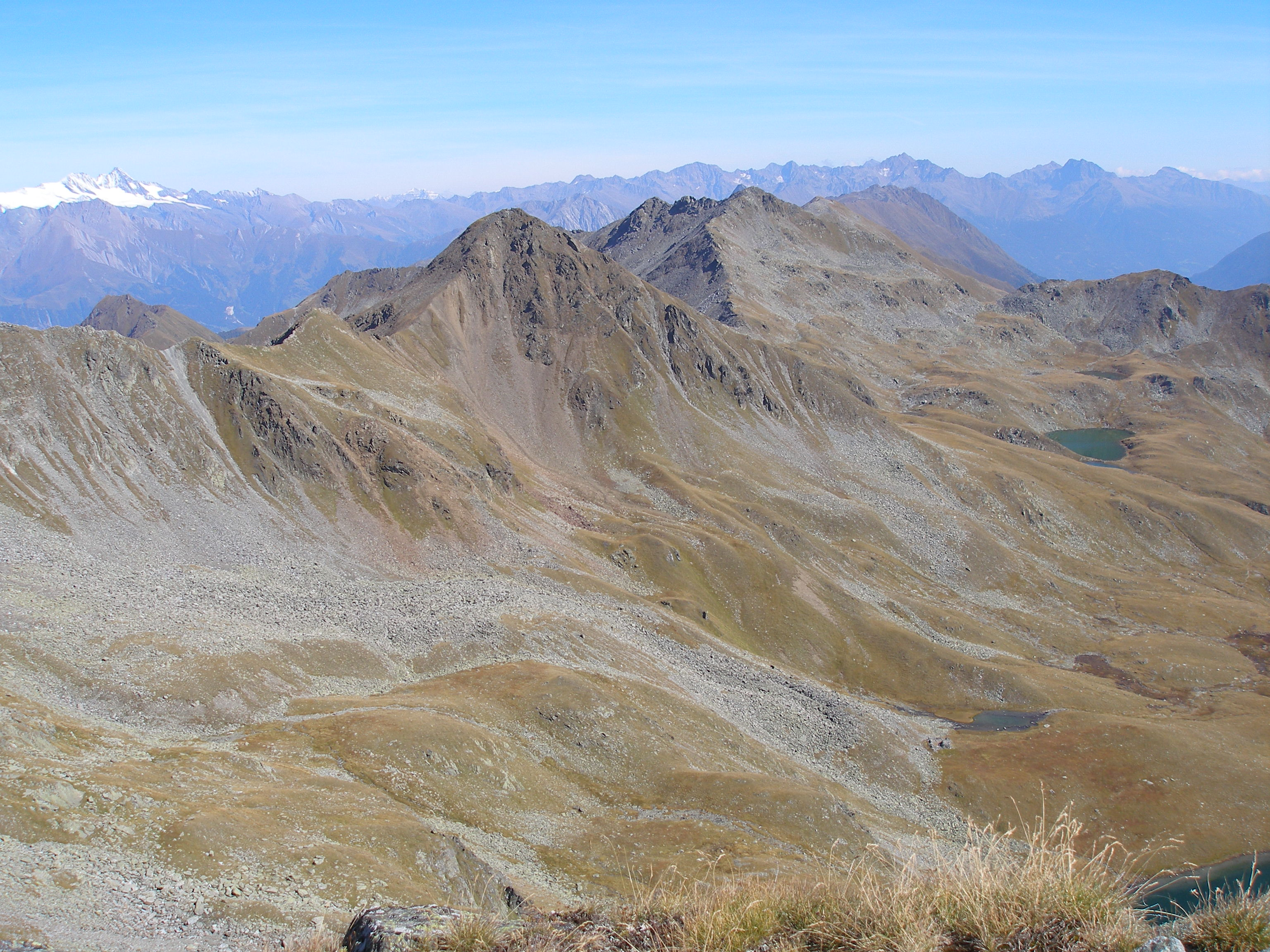
Ausblick vom Gipfel des Kastal – links hinten Großglockner und rechts Gritzer Seen
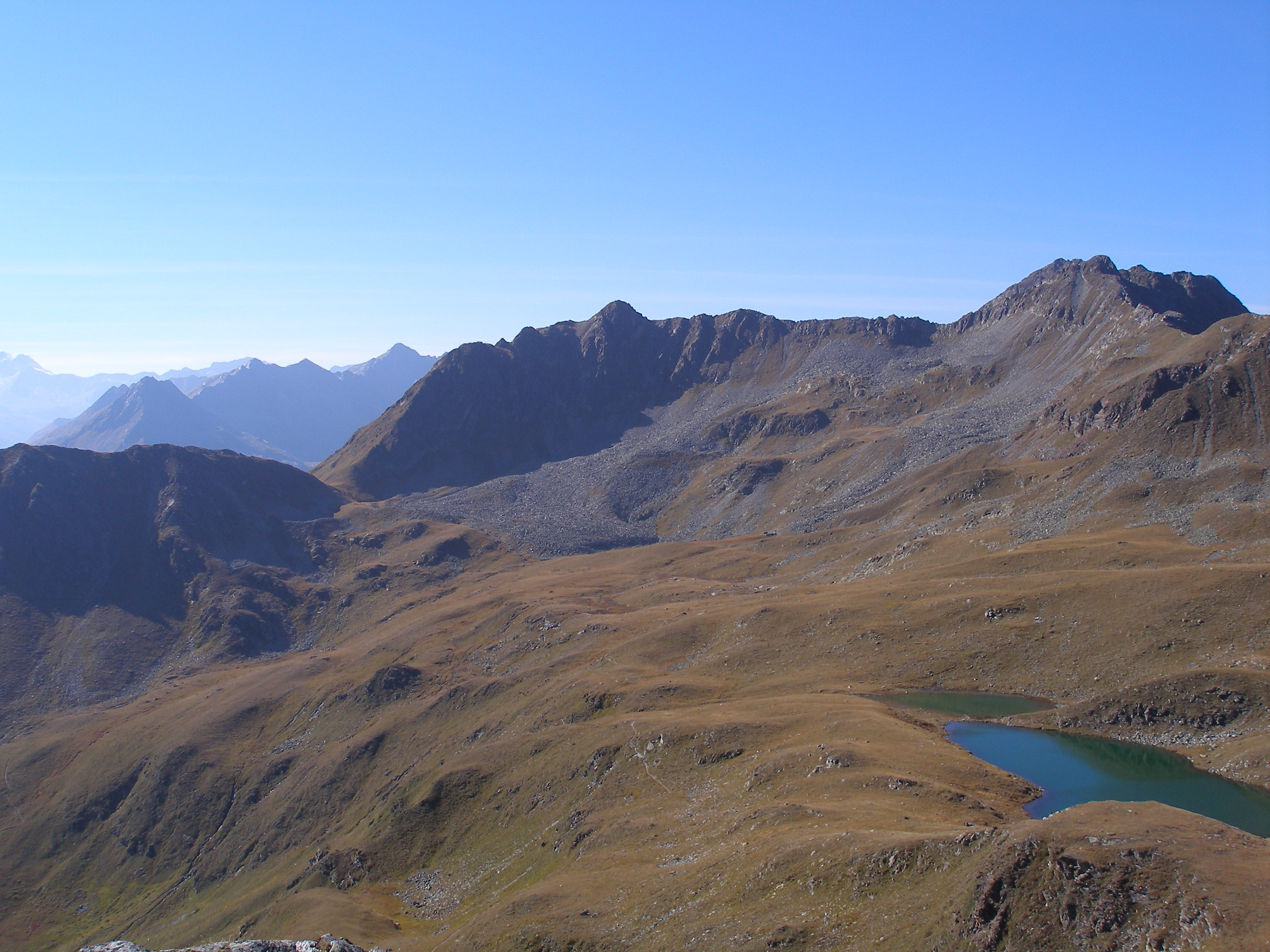
Kastal (Bildmitte) – rechts Hofspitze und Gritzer Seen